# الخطوط الجوية الإسكندنافية
الخطوط الجوية الإسكندنافية هي شركة الطيران الوطنية لكلاً من السويد، الدنمارك، والنرويج، أي أن الشركة هي الناقل الجوي الرسمي لدول شبه الجزيرة الإسكندنافية، تأسست الشركة سنة 1946، تعتبر الشركة إحدى الشركات التابعة لمجموعة ساس القابضة للطيران، وهي عضو مؤسس في تحالف ستار، وتشغل شركة الطيران 180 طائرة إلى 90 وجهة (اعتبارًا من ديسمبر 2019). يقع المحور الرئيسي لشركة الطيران في مطار مطار كوبنهاغن مع خطوط إلى 109 وجهة حول العالم. مطار ستوكهولم أرلاندا (مع 106 وجهة) هو ثاني أكبر مركز، ومطار أوسلو-غاردرموين هو المحور الرئيسي الثالث.

## شؤون الشركة

### اتجاه الأعمال
الاتجاهات الرئيسية لمجموعة الخطوط الجوية الاسكندنافية (والتي تشمل ساس للشحن وساس للمناولة الأرضية، موضحة أدناه (منذ عام 2012، للسنوات المنتهية في 31 أكتوبر):
|                               | 2009   | 2010   | 2011   | 2012 يونيو–أكتوبر | 2013   | 2014   | 2015   | 2016   | 2017   | 2018   | 2019   | 2020    |
| ----------------------------- | ------ | ------ | ------ | ----------------- | ------ | ------ | ------ | ------ | ------ | ------ | ------ | ------- |
| حجم الأعمال (كرونة سويدية)    | 39,696 | 36,524 | 36,735 | 33,148            | 42,182 | 38,006 | 39,650 | 39,459 | 42,654 | 44,718 | 46,112 | 20,513  |
| صافي الأرباح                  | −1,522 | −33    | 543    | 228               | 1,648  | −918   | 1,417  | 1,431  | 1,725  | 2,041  | 794    | −10,151 |
| عدد الموظفين                  | 14,438 | 13,723 | 13,479 | 13,591            | 14,127 | 12,329 | 11,288 | 10,710 | 10,324 | 10,146 | 10,445 | 7,568   |
| عدد الركاب (ميلون)            | 27.0   | 27.1   | 29.0   | 25.9              | 30.4   | 29.4   | 28.1   | 29.4   | 30.1   | 30.1   | 29.8   | 12.6    |
| عدد الطائرات (في نهاية العام) | 172    | 159    | 147    | 145               | 139    | 138    | 152    | 156    | 158    | 157    | 158    | 161     |
| مراجع                         | [ 4 ]  | [ 5 ]  | [ 6 ]  | [ 7 ] [ 8 ]       | [ 9 ]  | [ 10 ] |        |        | [ 11 ] | [ 11 ] | [ 12 ] | [ 13 ]  |

### المقر الرئيسي

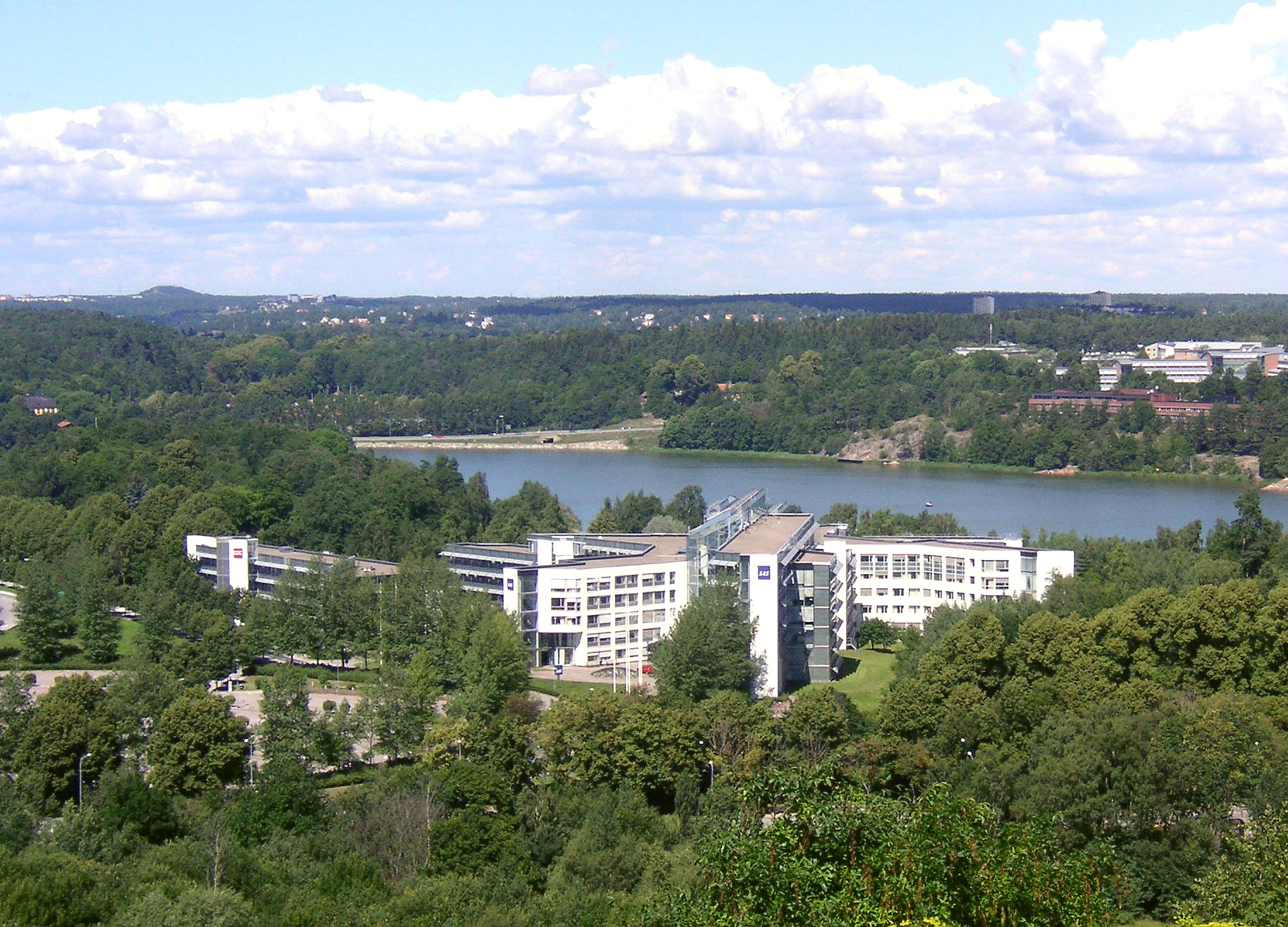
مقر الشركة

يقع المكتب الرئيسي للخطوط الجوية الاسكندنافية في Frösundavik [السويدية]، بلدية سولنا، السويد، بالقرب من ستوكهولم. كان المكتب الرئيسي بين عامي 2011 و2013 يقع في مطار ستوكهولم أرلاندا (ARN) في بلدية سيجتونا، السويد. يقع المكتب الرئيسي لمجموع ساس للشحن في كاستروب، بلدية تارنبي، الدنمارك.

## الوجهات

### اتفاقية الرمز المشترك
أبرمت الخطوط الجوية الاسكندنافية اتفاقية الرمز المشترك مع الشركات التالية:
- طيران إيجيان
- طيران كندا
- طيران الصين
- طيران البلطيق[18]
- خطوط كل اليابان الجوية
- خطوط آسيانا الجوية
- الخطوط الجوية النمساوية
- الخطوط الجوية الكرواتية
- مصر للطيران
- الخطوط الجوية الإثيوبية
- الاتحاد للطيران
- طيران آيسلندا
- خطوط لوت الجوية البولندية
- لوفتهانزا
- لوكس إير[19]
- الخطوط الجوية السنغافورية
- خطوط جنوب إفريقيا الجوية
- الخطوط الجوية الدولية السويسرية
- الخطوط الجوية الدولية التايلاندية
- الخطوط الجوية التركية
- الخطوط الجوية المتحدة
- Widerøe

### الاتفاقات المشتركة
أبرمت الخطوط الجوية الاسكندنافية اتفاقيات مشتركة مع شركات الطيران التالية:
- طيران جرينلاند[20]
- الخطوط الجوية الدولية الباكستانية[21]

## الأسطول

### الأسطول الحالي
اعتبارًا من يناير 2023، تشغل الخطوط الجوية الاسكندنافية الطائرات التالية تحت علامتها التجارية الخاصة:
| الطائرة                  | في الخدمة | مطلوبة | الركاب | الركاب       | الركاب   | الركاب  | ملاحظات                                                                    |
| الطائرة                  | في الخدمة | مطلوبة | الأولى | رجال الأعمال | السياحية | المجموع | ملاحظات                                                                    |
| ------------------------ | --------- | ------ | ------ | ------------ | -------- | ------- | -------------------------------------------------------------------------- |
| إيرباص إيه 319           | 4         | —      | —      | —            | 150      | 150     | [ 24 ]                                                                     |
| إيرباص إيه 320           | 11        | —      | —      | —            | 168      | 168     |                                                                            |
| إيرباص إيه 320 نيو       | 37        | 20     | —      | —            | 180      | 180     | التسليم حتى 2025. استبدلت ببوينغ 737 الجيل القادم وبوينغ 737 الجيل القادم. |
| إيرباص إيه 321           | 4         | —      | —      | —            | 200      | 200     |                                                                            |
| إيرباص إيه 321 إكس إل أر | 3         | —      | 22     | 12           | 123      | 157     |                                                                            |
| إيرباص إيه 330           | 8         | —      | 32     | 56           | 174      | 262     |                                                                            |
| إيرباص إيه 330           | 8         | —      | 32     | 56           | 178      | 266     |                                                                            |
| إيرباص إيه 350           | 5         | 2      | 40     | 32           | 228      | 300     | طائرة واحدة مخزنة وطائرتان للبيع.                                          |
| بوينغ 737-700            | 5         | —      | —      | —            | 141      | 141     | ستسبتدل إيرباص إيه 320 نيو.                                                |
| بوينغ 737-800            | 1         | —      | —      | —            | 181      | 181     | ستسبتدل إيرباص إيه 320 نيو.                                                |
| المجموع                  | 78        | 22     |        |              |          |         |                                                                            |

اعتبارًا من ديسمبر 2022، تمتلك الخطوط الجوية الاسكندنافية أيضًا الطائرات التالية ولكن تديرها شركاتها التابعة وشركات نقل أخرى بموجب اتفاقيات إيجار شامل للخدمة:
:
| الطائرة                  | في الخدمة | مطلوبة | الركاب | الركاب       | الركاب   | الركاب  | ملاحظات                              |
| الطائرة                  | في الخدمة | مطلوبة | الأولى | رجال الأعمال | السياحية | المجموع | ملاحظات                              |
| ------------------------ | --------- | ------ | ------ | ------------ | -------- | ------- | ------------------------------------ |
| إيرباص إيه 320 نيو       | 20        |        | —      | —            | 180      | 180     | تديرها Scandinavian Airlines Connect |
| إيه تي آر 72             | 6         | —      | —      | —            | 70       | 70      | تديرها Xfly                          |
| بومباردييه سي آر جيه 700 | 6         | —      | —      | —            | 88       | 88      | تديرها Xfly                          |
| بومباردييه سي آر جيه 700 | 14        | —      | —      | —            | 90       | 90      | تديرها CityJet                       |
| إمبراير اي-جت            | 5         | 1      | —      | —            | 114      | 114     | تديرها الخطوط الجوية الإسكندنافية    |
| المجموع                  | 50        | 4      |        |              |          |         |                                      |

## وصلات خارجية
- الموقع الرسمي للشركة (بالإنجليزية)
- تفاصيل أسطول الخطوط الجوية الإسكندنافية (بالإنجليزية)